# Falcunculus frontatus
Falcunculus frontatus là một loài chim trong họ Falcunculidae. Đây là một loài chim đặc hữu của Úc, nơi chúng sinh sống trong rừng bạch đàn và rừng cây. Đây là loài duy nhất trong cả họ Falcunculidae và chi Falcunculus.
Loài này chủ yếu ăn côn trùng, nhện và đôi khi, đặc biệt là trong mùa sinh sản, chúng ăn cả chim non. chúng cũng ăn hạt cây kế. Chúng có mỏ giống như mỏ con vẹt, được sử dụng cho hành vi lột vỏ đặc biệt, giúp ăn động vật không xương sống.

## Hình ảnh

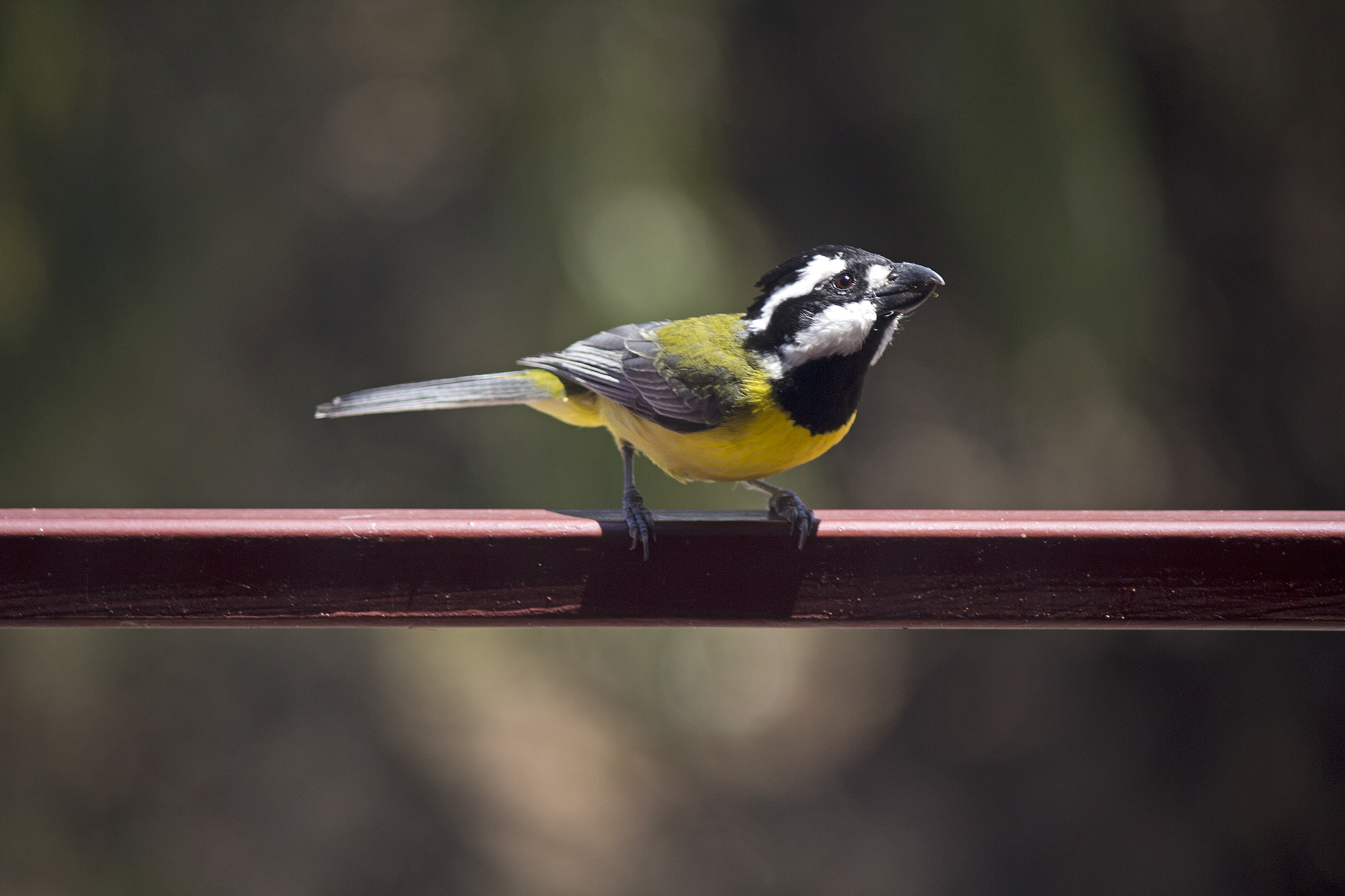
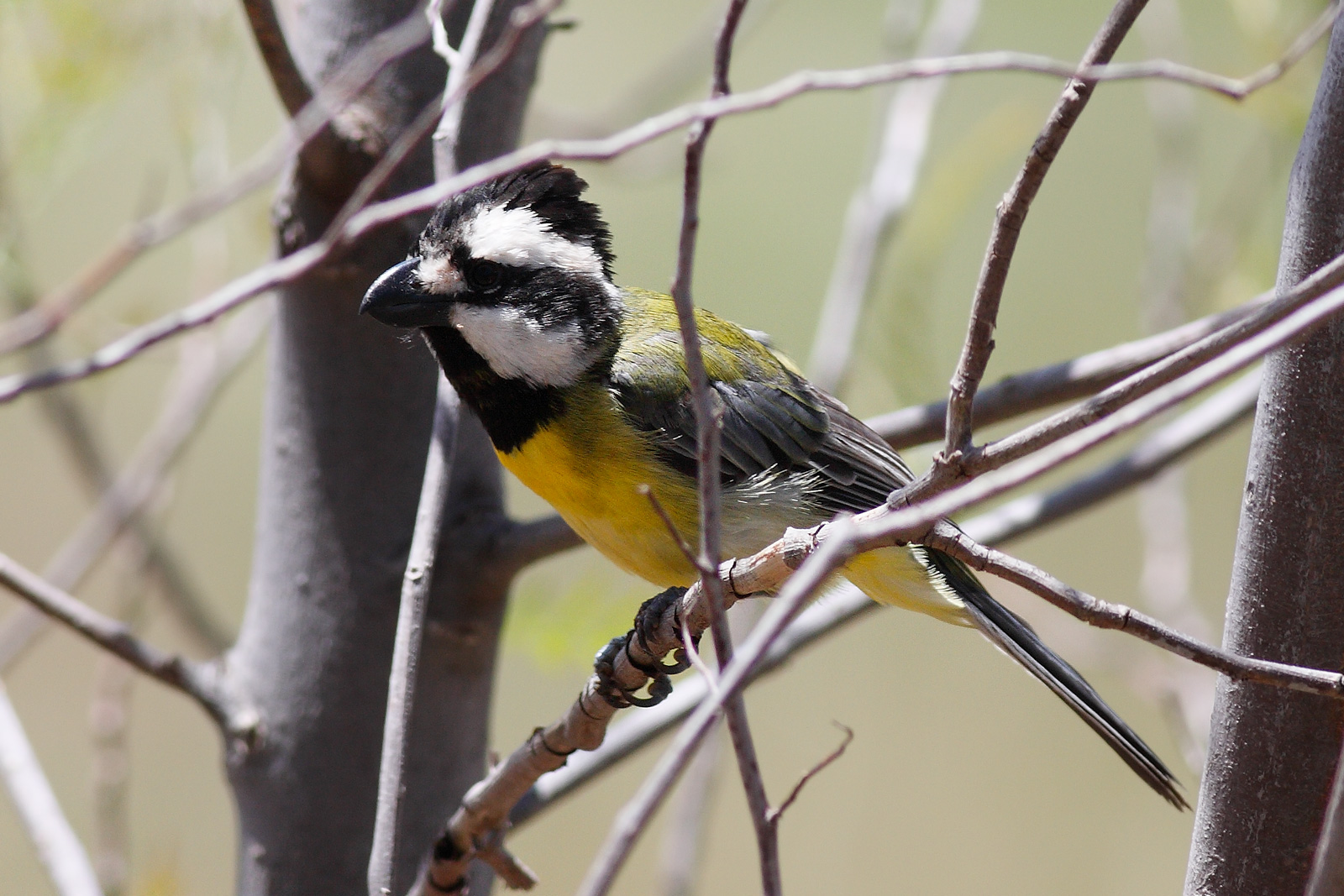